# Hogaza

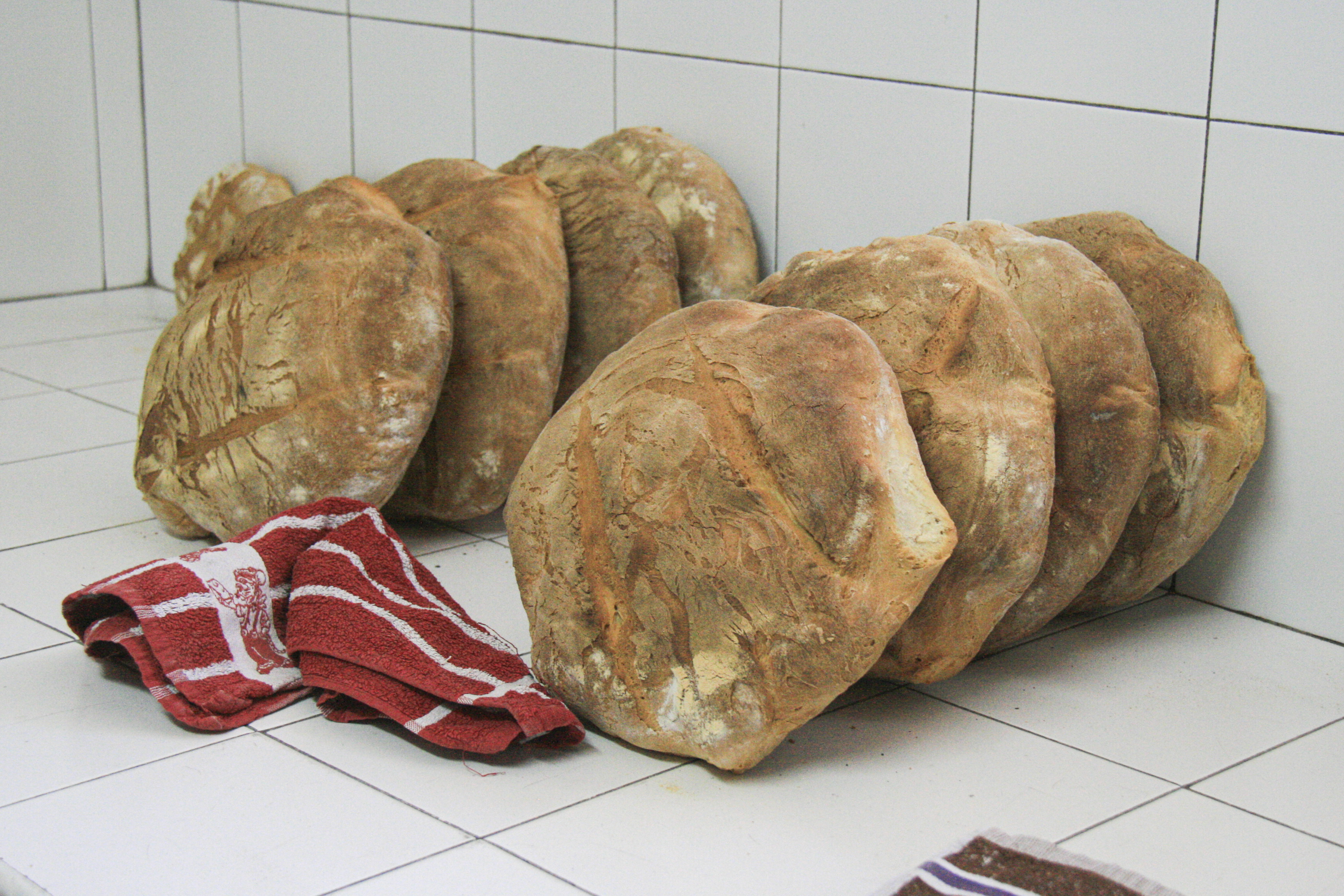
Hogazas de Zamora.

Una hogaza es el pan que pesa más de dos libras (900 g), por lo que es el tamaño más grande de pan. Generalmente tiene forma redonda, aunque también las hay rectangulares (si se usa molde), o bien de formas irregulares debido a que así se expanden en el horno. Por lo general, las hogazas tienen una corteza gruesa y tostada, y una miga esponjosa y alveolada. Dependiendo del tipo, la fermentación y el amasado pueden variar. A las hogazas se les practica un greñado sencillo, aunque a veces no es necesario porque se greñan por sí solas. Un pan que tiene una cuarta parte del tamaño de una hogaza es un cuartal. Ambos aparecen mencionados en El Quijote, cuando se lamenta con Sancho de no tener nada que comer: 

Con todo eso —respondió don Quijote—, tomara yo ahora más aína un cuartal de pan o una hogaza y dos cabezas de sardinas arenques
Don Quijote, Capítulo XVIII

La hogaza es el pan icónico de la panadería tradicional de España, especialmente de las áreas rurales. La mayoría de panes rústicos son de gran tamaño. Las hogazas de Galicia, de Alfacar, el pan de Cruz manchego y el pan de pagès catalán están protegidas con un sello IGP. 

## Etimología

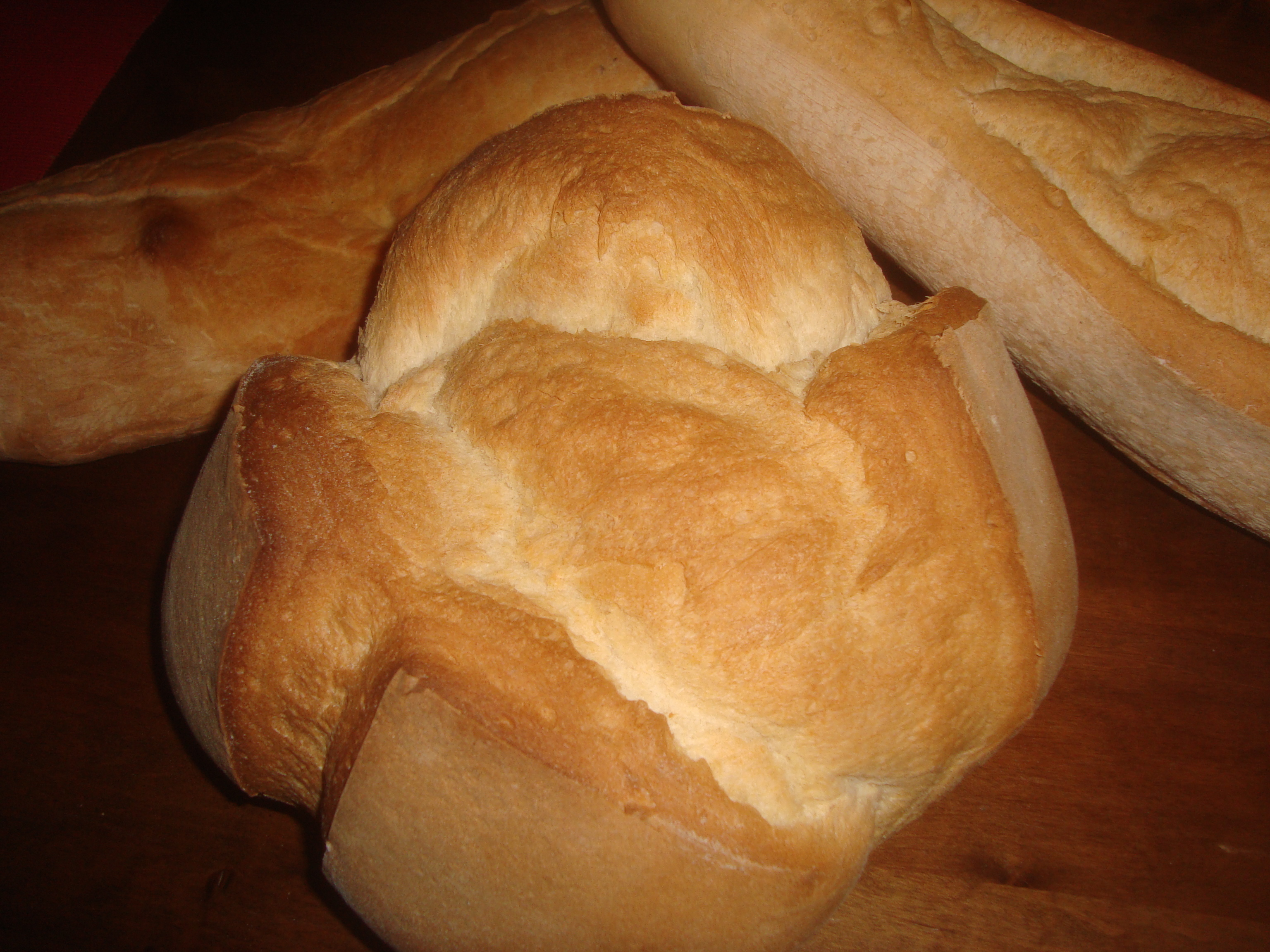
Fogassa de pà de Xert (Castellón).

Proviene del latín, focācia, una nominalización del femenino de focācius, 'del hogar' (pānis focācius, 'pan casero', del mismo origen etimológico que «fuego», «hogar» y «hoguera»). Presente en la mayoría de lenguas romances, pero difieren en significado:
- En portugués, la fogaça es un bollito dulce típico de Alcochete. No hay una manera específica para llamar al pan grande en portugués;
- en catalán rosellonés, la fogassa es una coca, en Castellón es el mismo significado que en el español, y en Alicante, la fogaseta es un dulce;
- en italiano, la focaccia (en ligur, fugassa) es un pan plano típico de Liguria. Para referirse a la hogaza se dice pagnotta;
- en francés, la fougasse (en provenzal, fogassa) es un pan de corteza blanda y aromatizado. Para referirse a la hogaza se dice miche;
  - La fouace de Aveyron es un bizcocho con forma de roscón de reyes;
- en castellano, la hogaza es un pan de pueblo o pan de gran tamaño.

A diferencia de la hogaza castellana, sus homólogas catalana, italiana y occitana suelen incluir hierbas aromáticas, aceitunas, salsa de tomate u otros ingredientes. En el siglo XVIII en España, la fogaza era un pan de harina mal cernida, consumida por gañanes y pastores, que lo cocían en las cenizas del fuego.

## Origen

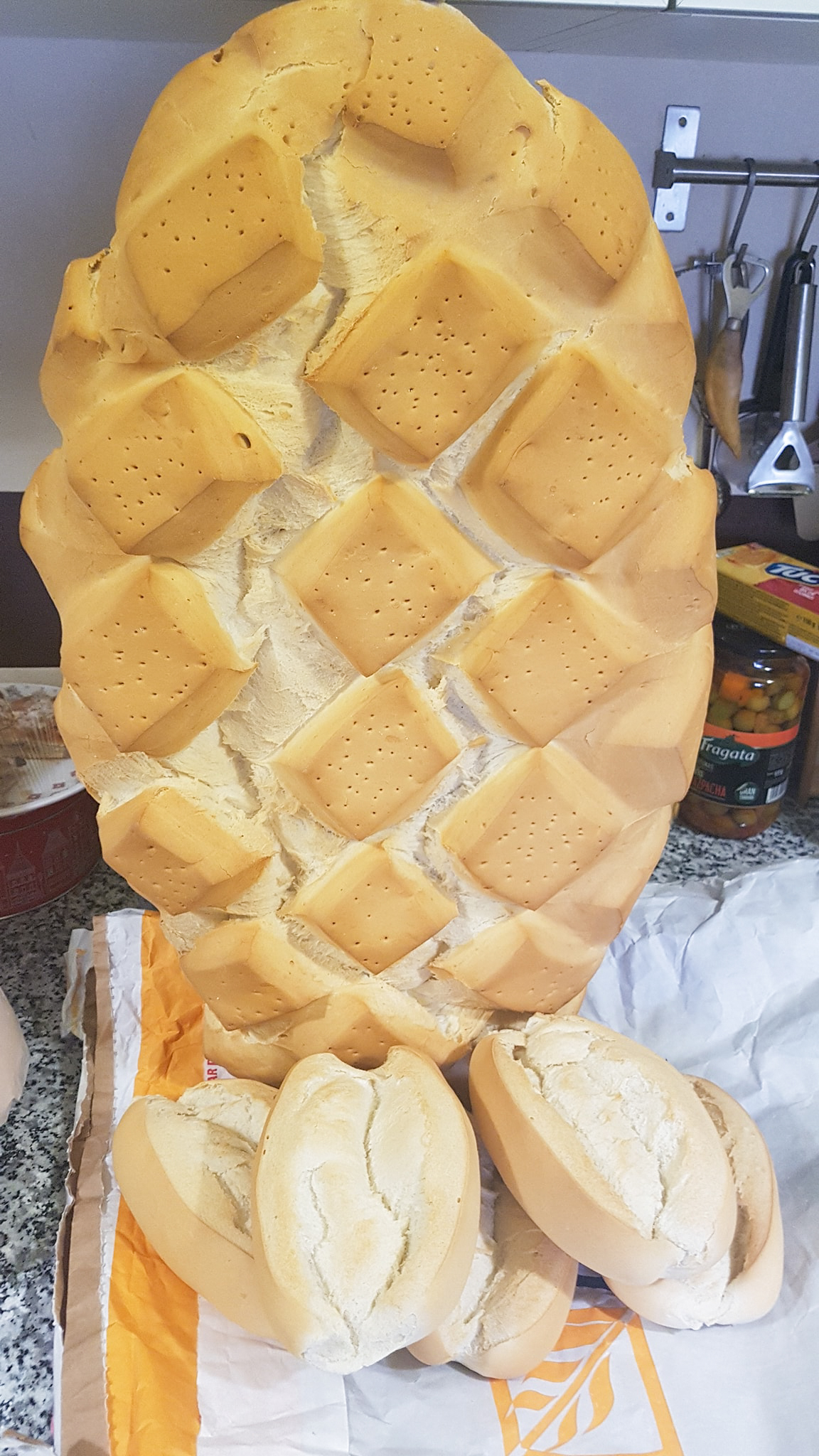
Hogaza candeal gigante junto con unos bollos andaluces

Antiguamente, la hogaza era la forma más común de pan, ya que éste era producido por cada uno en su casa y luego se llevaban al horno comunal, donde se horneaban los de todos. Las piezas se hacían muy grandes para que durasen semanas, hasta la próxima vez que se volvía a hacer otra masa. Así ha sido hecho el pan de pueblo desde tiempos inmemoriales.
En la actualidad, los consumidores de pan prefieren panes más pequeños y manejables, como la barra, el bollo, el pan de molde, etc. y la tradición de la hogaza se está perdiendo. En las ciudades, el nombre comercial por el que se puede encontrar a la venta la hogaza es «pan de pueblo», «pan de campo», «pan rústico» o «pan de la abuela». 
En Venezuela se le conoce con el nombre de «pan campesino» y suele tener semejanza con la hogaza gallega (corteza gruesa y rugosa espolvoreada con harina y una masa muy suave y alveolada). Se presenta en forma redonda o alargada y por lo general se suele consumir rebanado y con algún alimento untable (mantequilla, margarina, queso fundido, queso crema, jamón endiablado, paté, dips, etc.). Si bien el alargado también puede emplearse en menor medida para elaborar bocadillos.

## Por región

#### León
Son tradicionales en particular las hogazas hechas y consumidas en las provincias de León y Zamora. Son unos panes de tamaño considerable, redondos, con una miga esponjosa de color crema, y una corteza de textura dura y seca. Acompaña asados, chorizos y chacinas leonesas y otras carnes de la cocina leonesa. Según el Atlas ilustrado del pan (2014), los orígenes de la hogaza leonesa se remontan a los panes de harina de bellota que Estrabón atribuyó a las tribus astures.
En Valladolid, se prepara la «mediana», que es una hogaza de masa refinada.

#### Castellón
La hogaza castellonense (fogassa) es un pan que acompaña tradicionalmente las comidas de Castellón, en la Comunidad Valenciana. Los trigos cultivados en el Levante son más flojos, lo que resulta en unos panes de miga más tierna y notablemente más planos que los producidos en las dos mesetas. Era típico de esta zona mezclar harina o sémola de trigo blando y duro.

#### Galicia
La hogaza gallega goza de cierta reputación por su calidad, lo que le ha valido la protección europea IGP. Es fácilmente reconocible por el «moño», una elevación en la parte superior central del pan. Se consumía principalmente en las áreas rurales de Galicia, y antiguamente se hacía con harinas de trigo local («trigo del país») y masa sobrante del día anterior (masa madre). Resulta en un pan de miga muy tierna y gran alveolado, así como una corteza dura y crujiente que permite una larga conservación.

#### Álava
En Vitoria se preparan unas hogazas grandes y redondas que recuerdan a los panes que antaño se cocían en los caseríos vascos (aquellos que disponían de horno propio) en la provincia de Álava. En el dialecto alavés, el término «otana» se usa para denominar cualquier tipo de hogaza local. Se elabora con harina blanca o morena (integral) molida a la piedra. La hogaza de Vitoria se caracteriza por una cantidad generosa de masa madre y luego un largo reposo en bloque, que puede alcanzar las 48 h. Esto le proporciona un sabor intenso y buena estructura de miga.